# Sinuhé Fernández
Sinuhé Fernández Rodríguez (Brañes, 15 juni 2000) is een Spaans wielrenner die in 2024 prof werd bij Burgos-BH.

## Carrière
Als eerstejaars belofte startte Fernández in de Ronde van de Aostavallei. Een jaar later in de Ronde van de Isard. In 2021 nam hij deel aan beide koersen: in de Italiaanse etappekoers eindigde hij op de negentiende plek in het algemeen klassement, in de Franse koers werd hij achtste. In 2023 won Fernández de Clásica Pascua, een Spaanse amateurwedstrijd. Daarnaast behaalde hij dat jaar meerdere ereplaatsen in het Spaanse amateurcircuit.
In 2024 werd Fernández prof bij Burgos-BH, de ploeg waar hij in het najaar van 2023 al stage had gelopen. Zijn eerste wedstrijdkilometers van het seizoen maakte hij op Mallorca, waar hij deelnam aan drie van de vijf manches van de Challenge Mallorca. Later dat seizoen nam hij onder meer deel aan de Ronde van Catalonië.

## Ploegen
- 2022 –  Equipo Kern Pharma (stagiair vanaf 1 augustus)
- 2023 –  Burgos-BH (stagiair vanaf 1 augustus)
- 2024 –  Burgos-BH
- 2025 –  Burgos Burpellet BH

Adrià · Agirre · Araiz · Arrieta · Berrade · Carboni (vanaf 9/9) · Carretero · J. Castrillo · Cobo · Galván · C. García Pierna · R. García Pierna · Jaime · D. Lopez · J. López · Marquez · Mendez · Miquel · Moreno · Novikov · Parra · Řepa · Ruiz · Sánchez · van der Tuuk · P. Castrillo (stagiair) · Fernandez (stagiair) · Retegi (stagiair)
Alleno · Álvarez · Angulo · Aparicio · Ardila (tot 23/8) · Barthe · Bol · Díaz · Ezquerra · Fagundez · M. Fernández · Franco · Fuentes · Langellotti · Madrazo · Mora (vanaf 9/5) · Navarro · Okamika · Orts · Pelegrí · Peñalver · Sánchez · Delgado (stagiair) · S. Fernandez (stagiair)
Alleno · Álvarez · Angulo · Aparicio · Bol · Bouglas · Chumil · Delgado · Díaz · Ezquerra · Fagundez · Fernandez · Franco · Fuentes · Gate · Jackson · Langellotti · Mora · Okamika · Pelegrí · Sainbayar · Vacek · Bennassar (stagiair) · Cabedo (stagiair) · Rey (stagiair)